# Koalice pro uhlíkovou neutralitu
Koalice pro uhlíkovou neutralitu (CNC) je skupina států, měst a organizací, které se zavázaly podniknout konkrétní a ambiciózní kroky k dosažení cílů Pařížské dohody.

## Historie
CNC byla založena v roce 2017 16 státy a 32 městy. V září 2018 uspořádala koalice své první zasedání na Valném shromáždění OSN a připojily se 4 nové státy: Spojené království, Kanada, Dánsko a Španělsko.

## Členské státy
V prosinci 2019 bylo členy Koalice pro uhlíkovou neutralitu těchto 29 států:
- Dánsko
- Etiopie
- Fidži
- Finsko
- Francie
- Chile
- Island
- Irsko
- Itálie
- Japonsko
- Jižní Korea
- Kanada
- Kostarika
- Kolumbie
- Lucembursko
- Marshallovy ostrovy
- Mexiko
- Monako
- Německo
- Nizozemsko
- Nový Zéland
- Norsko
- Portugalsko
- Rakousko
- Spojené království
- Španělsko
- Švédsko
- Švýcarsko
- Východní Timor

## Cíle
Koalice si klade za cíl dosáhnout výhod ve 3 klíčových oblastech:
- Socioekonomické přínosy
- Ekonomiky odolné vůči klimatu
- Urychlení globální akce v oblasti klimatu

## Akční plán
Členové koalice souhlasí s následujícími kroky 
- Vypracovat a sdílet své dekarbonizační strategie, zkušenosti, údaje a nástroje před rokem 2020[2]
- Propagujte zvýšené ambice ze všech zemí na celosvětovém snižování emisí[2]